# Cantone di Tulle-Campagne-Nord
Il Cantone di Tulle-Campagne-Nord era una divisione amministrativa dell'arrondissement di Tulle.
A seguito della riforma approvata con decreto del 24 febbraio 2014, che ha avuto attuazione dopo le elezioni dipartimentali del 2015, è stato soppresso.

## Composizione
La città di Tulle ne era il capoluogo, ma non ne faceva parte.
Comprendeva i comuni di:
- Chameyrat
- Favars
- Naves
- Saint-Germain-les-Vergnes
- Saint-Hilaire-Peyroux
- Saint-Mexant